# Orleans megye (Louisiana)
Orleans megye (angolul Orleans Parish) az Amerikai Egyesült Államokban, azon belül Louisiana államban található. Egybeesik New Orleans várossal. Lakosainak száma 383 997 fő (2020. április 1.). Orleans megye St. Tammany, Saint Bernard, Plaquemines és Jefferson megyékkel határos.